# Tonny (film fra 2010)
|  | Denne artikel er oprettet af botten PalnaBot ud fra en ekstern database. Den kan derfor have sproglige fejl eller mangler. Denne skabelon kan fjernes efter kontrol af indholdet. |

 For alternative betydninger, se Tonny (flertydig). (Se også artikler, som begynder med Tonny)
Tonny er en kortfilm instrueret af Jesper Vidkjær Rasmussen efter manuskript af Jesper Vidkjær Rasmussen, Rune Lünell.